# Матильда Ланкастерская, графиня Ольстер
Матильда Ланкастерская или Мод Ланкастерская (англ. Maud of Lancaster; приблизительно 1310, замок Каррикфергус, Ольстер, Лордство Ирландия — 5 мая 1377, предположительно Брейс-Ярд или Кэмпси-Эш, Саффолк, Королевство Англия) — английская аристократка из королевской династии Плантагенетов, дочь Генри, 3-го графа Ланкастера, жена крупнейшего ирландского землевладельца Уильяма де Бурга, 3-го графа Ольстера (в 1327—1333 годах), и юстициария Ирландии Ральфа де Уффорда (в 1343—1346 годах). После смерти второго мужа постриглась в монахини.

## Биография
Матильда Ланкастерская, родившаяся приблизительно в 1310 году в замке Каррикфергус в Ольстере, принадлежала к младшей ветви английского королевского дома Плантагенетов. Она была третьим ребёнком и второй дочерью Генри Плантагенета, 3-го графа Ланкастера и 3-го графа Лестера, внука короля Генриха III, от брака с Матильдой (Мод) де Чауорт; всего в этом браке родились шесть дочерей и один сын — Генри Гросмонт, который часто представлял интересы Матильды.
Судьба Матильды через оба брака оказалась связана с Ирландией. В 1327 году девушку выдали за Уильяма де Бурга, 3-го графа Ольстера и 5-го барона Коннахта, крупнейшего ирландского землевладельца, находившегося с ней в довольно близком родстве. В 1332 году графиня родила дочь Элизабет, а годом позже её муж был убит заговорщиками. Матильде пришлось бежать в Англию вместе с ребёнком (теперь — формально графиней Ольстер и баронессой Коннахт в своём праве). Доходы с земель де Бургов она уже не получала: Ирландия была охвачена гражданской войной, к тому же треть семейных владений контролировалась её свекровью. Графиня постаралась использовать родство с королём Эдуардом III (троюродным братом), чтобы улучшить своё финансовое положение и восстановить влияние в Ирландии. Она получила доходы с ряда приоратов, в 1337 году добилась запрета для юстициария прощать убийц её мужа, а в 1339 году — назначения её камергера Хью де Бурга дублинским казначеем. Дочь Матильды в 1341 году была помолвлена с сыном короля Лайонелом Антверпенским.
Не позже июня 1343 года графиня вышла замуж во второй раз — за сэра Ральфа де Уффорда, брата 1-го графа Саффолка. В августе того же года супруги находились в Авиньоне, где получили от папы Климента VI ряд привилегий и освобождение от данного ранее обета совершить паломничество в Сантьяго-де-Компостела. Вскоре Уффорд был назначен юстициарием Ирландии. Он и его жена прибыли в Дублин в июле 1344 года с отрядом в 40 латников и 200 лучников. К ноябрю 1345 года относятся сообщения о новой беременности Матильды, а в апреле 1346 года её муж умер от болезни, и графине пришлось снова спешно уехать из Ирландии с родившейся к тому времени маленькой дочерью. Хронист злорадно сообщает, что Матильда, которая ещё недавно вела себя как королева острова, покинула Дублинский замок тайком, через задние ворота, чтобы избежать насмешек толпы.
Вернувшись в Англию, графиня решила постричься в монахини. В 1347 году она стала канониссой в августинском аббатстве Кэмпси-Эш в Саффолке, где был похоронен её второй муж; на деньги Матильды там был учреждён светский колледж, переведённый в 1354 году в соседний Брейс-Ярд, где Лайонел Антверпенский позже основал францисканский женский монастырь. В 1369 году графиня жила в Брейс-Ярде. Согласно Оксфордскому словарю, предположительно именно там она и умерла 5 мая 1377 года, а похоронена была в Кэмпси-Эш. По данным Элисон Уэйр, Матильда умерла в Кэмпси-Эш, а в Брейс-Ярде её похоронили.

## Потомки
В двух браках Матильда Ланкастерская родила двух дочерей. Старшая дочь, Элизабет де Бург (1332—1363), вышла за Лайонела Антверпенского, ставшего благодаря этому очередным графом Ольстер, а позже получившего титул герцога Кларенса. Она родила только одну дочь, Филиппу, потомками которой являются поздние Мортимеры и Йорки.
В браке с сэром Ральфом де Уффордом родилась (в конце 1345 или начале 1346 года) дочь Матильда (Мод), жена Томаса де Вера, 8-го графа Оксфорда. Она умерла в 1413 году. Её единственный сын Роберт де Вер, 9-й граф Оксфорд, был фаворитом короля Ричарда II, от которого получил титул герцога Ирландии.